# Prats-de-Sournia
Prats-de-Sournia (occitansk: Prats de Sornhan, catalansk: Prats de Sornià) er en by og kommune i departementet Pyrénées-Orientales i Sydfrankrig.

## Geografi
Prats-de-Sournia ligger i Fenouillèdes 52 km vest for Perpignan. Nærmeste byer er mod nord Le Vivier (6 km) og mod sydvest Sournia (5 km).

## Demografi

### Udvikling i folketal
| 1962                                                              | 1968 | 1975 | 1982 | 1990 | 1999 | 2007 | 2015 | 2017 |
| ----------------------------------------------------------------- | ---- | ---- | ---- | ---- | ---- | ---- | ---- | ---- |
| 100                                                               | 113  | 104  | 87   | 58   | 58   | 71   | 76   | 78   |
| Tal fra og med 1962 er uden dobbelttælling (sans doubles comptes) |      |      |      |      |      |      |      |      |